# Имало едно време в Кипър
„Имало едно време в Кипър“ (на турски: Bir Zamanlar Kıbrıs, на гръцки: Κάποτε στην Κύπρο) е турски исторически сериал, драма, излъчван от TRT 1. Действието се развива в Кипър през 1960-те години и се основава на историята на съпротивата на кипърските турци срещу организация на гръцките киприоти ЕОКА-В, чиято дейност е докладвана в Общото събрание на ООН на 12 ноември 1956 г.

## Сюжет
Поредицата изследва всички събития и инциденти с човешките права, причинени от организацията ЕОКА-В, които са се развили от „Кървавата Коледа“ до турската окупация на Кипър през 1974 г.. Сериалът пресъздава нападенията, извършени срещу кипърски турци, като се фокусира върху дейността на националната организация на кипърските бойци ЕОКА-В. Поредицата се основава на насилието върху целия остров, довело до гражданската война между кипърските турци и гърци, която приключва през 1974 г.

## Актьорски състав
| Актьор/актриса    | Роля            | Епизоди, в които участва |
| ----------------- | --------------- | ------------------------ |
| Ахмет Курал       | Кемал Дерели    | 1-                       |
| Серкан Чайоглу    | Анкаралъ        | 1-                       |
| Пелин Карахан     | Инджи Дерели    | 1-                       |
| Гюлпер Йоздемир   | Доктор Айше     | 1-                       |
| Tayanç Ayaydın    | Никос Сампсън   | 1-                       |
| Деврим Салтоглу   | Рауф Денкташ    | 1-                       |
| Хасан Кючюкчетин  | Дервиш          | 1                        |
| Мирай Акай        | Пембе Дерели    | 1-                       |
| Дениз Байташ      | Ситкие Дерели   | 1-                       |
| Ахмет Марк Сомерс | Салахи Дерели   | 1-                       |
| Омер Туран        | Бекир           | 1-                       |
| Небил Сайн        | Георгиос Гривас | 1-                       |
| Емре Тьорюн       | Макариос III    | 1-                       |
| Хакан Гюнер       | Фазил Кючюк     | 1-                       |
| Юнус Дестебаши    | Ахмет Чавуш     | 1-                       |
| Баде Аразли       | Моят Дерели     | 2-                       |
| Sümeyra Koç       | Санди           | 1-                       |
| Рюзгар Ирмакоглу  | Мюге Дерели     | 1-                       |
| Умут Авджи        | Хамит           | 1-                       |
| Санли Байкент     | Главен          | 1-                       |